# Cornești, Ungheni
Cornești este un sat din raionul Ungheni, Republica Moldova.

## Istorie
Cele mai vechi date atestă că localitatea a existat încă de pe la mijlocul sec. XVI, fiind întemeiată ceva mai târziu ca satul Cornești. Este amplasat la poalele Codrilor, pe vremuri moșiile Bocurului Vartie, care se întindeau de la Țățoare de la Prut până la Orheiul Vechi. Ca localitate a apărut la începutul anilor 1550 pe baza a câteva căsuțe care erau construite în centrul târgului, aflate la încrucișarea drumurilor ce duceau spre Iași, Chișinău și Bălți. Aici veneau cetățeni din diferite localități la vânzarea vitelor, păsărilor, produse agricole și altele. Pe meleagurile Corneștilor erau cunoscuți boierii Balaban, Bogus, Zelinchii, Sadoevchii Blaf și alții. De la Cornești încep râurile Bâc, Delia, Cula, Ichel.

## Administrație și politică
Componența Consiliului local Cornești (11 consilieri), ales la 5 noiembrie 2023, este următoarea:
|  | Partid                                       | Consilieri | Componență | Componență | Componență | Componență | Componență | Componență |
|  | -------------------------------------------- | ---------- | ---------- | ---------- | ---------- | ---------- | ---------- | ---------- |
|  | Partidul Acțiune și Solidaritate             | 6          |            |            |            |            |            |            |
|  | Partidul Social Democrat European            | 4          |            |            |            |            |            |            |
|  | Partidul Socialiștilor din Republica Moldova | 1          |            |            |            |            |            |            |